# Mireia Benito Pellicer
Mireia Benito Pellicer   (Llorenç del Penedès, 30 de desembre de 1996) és una ciclista professional catalana de l'equip l'AG Insurance - Soudal Quick-Step

## Trajectòria

### Joventut i introducció al ciclisme
Benito va néixer en el si d'una família d'esportistes i va començar a jugar a bàsquet als 7 anys. Arran d'uns problemes al genoll, el va compaginar amb el ciclisme de muntanya i, poc després, amb el de carretera, fins que, al 2018, va decidir centrar els seus interessos esportius exclusivament en aquesta última modalitat, incorporant-se a la disciplina del KT Catema.cat, l'actual equip filial del Massi-Tactic. Tot i això, fins al 2022 no s'hi va dedicar en exclusiva perquè abans ho compaginava amb els estudis del grau de biotecnologia i els màsters de biotecnologia molecular i biomedicina i el de formació de professorat.

### 2018: els inicis
La Mireia formava part del Catema.cat, amb el qual va debutar en curses de la segona categoria UCI (la Setmana Ciclista Valenciana i la Durango-Durango Emakumeen Saria).

### 2019: el salt al ciclisme internacional
Coincidint amb l'estrena del Massi-Tactic al ciclisme internacional, Mireia Benito va córrer les seves primeres curses UCI, essent la primera la Volta a la Comunitat Valenciana, on va quedar en la 75a posició. Al maig, es va estrenar en una competició de l'UCI Women's World Tour, el Tour of Chongming Island, prova en la qual es va retirar a la fi de la primera etapa.
Fou una temporada d'adaptació a l'elit ciclista femenina i, en línia amb l'equip, els resultats van ser modestos. Tot i això, cal destacar la tercera posició al Campionat d'Espanya de ciclisme en ruta femení, fet que li va permetre sumar els seus primers 20 punts UCI i ser la ciclista del Massi-Tactic millor classificada en l'UCI Women (510a posició).

### 2020: la temporada de la covid-19

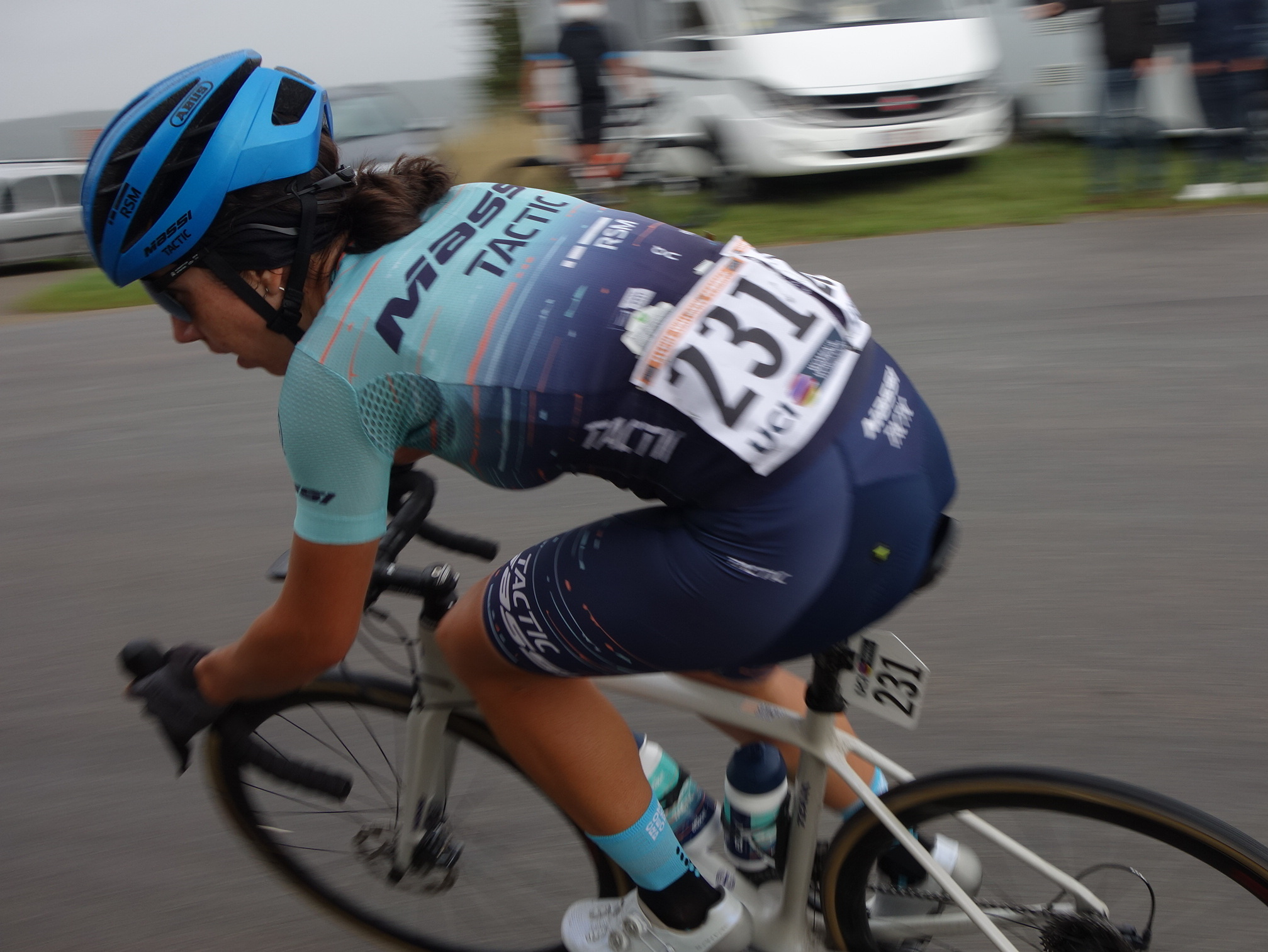
Mireia Benito a la Fletxa Valona.

La segona temporada a l'elit de Mireia Benito es va veure marcada per una lesió al genoll que la va mantenir apartada de la competició el gener i el febrer. Just el cap de setmana que s'havia de reincorporar a la competició, la temporada ciclista es va aturar a causa de la pandèmia de la covid-19.
Quan es va reprendre la competició, va participar en clàssiques navarreses i basques i fou la novena classificada al Campionat Espanyol de Contrarellotge. A la tardor va participar al Tour de l'Ardèche, considerada la segona competició per etapes més complicada, on va rebre el premi a la ciclista més combativa de la 4a etapa. Abans d'acabar la temporada, va participar en la Fletxa Valona, on va córrer escapada en un trio durant 100 quilòmetres, al Tour de Flandes (un dels cinc monuments) i a la Vuelta a Espanya. A banda, es va imposar al Campionat de Catalunya.

### 2021: la consolidació a l'elit
Durant el 2021, tant el Massi-Tactic com Mireia Benito van començar a recollir els fruits de l'esforç. En aquest sentit, Mireia Benito es va imposar a una prova de la Copa d'Espanya (Trofeo Féminas Rosa Bravo) i va formar part de les membres de l'equip que es van imposar en les classificacions per equips del Tour de la República Txeca i de la reVolta, on Mireia Benito va quedar quarta de la classificació general, posició que també va ocupar a la sisena etapa del Tour de l'Ardèche.

### 2022: primer podi World Tour
El 2022 Mireia Benito va decidir dedicar-se en exclusiva al ciclisme, amb la intenció de fer el pas definitiu al ciclisme professional o deixar-ho a la fi de la temporada. La Volta a la Comunitat Valenciana fou la seva primera competició i va quedar la 53a. Posteriorment, fou una de les integrants de la selecció espanyola al campionat del món d'e-ciclisme, organitzat per la UCI el 26 de febrer i es va proclamar campiona de contrarellotge de Catalunya. Al maig, va aconseguir uns grans resultats en les proves disputades a Euskal Herria: va quedar quarta de la Clàssica de Navarra just dos dies abans d'aconseguir el seu primer podi World Tour -i el del Massi Tactic- durant la Itzulia femenina, competició durant la qual va vestir el maillot de líder de la muntanya (2a etapa) i on va ser considerada la corredora més combativa de la prova. Després de competir a la Vuelta a Burgos, va disputar la reVolta, prova on va quedar segona, posició que també va ocupar a la Volta a Portugal feminina, competició on, a més, va guanyar les classificacions de punts i de la muntanya. Posteriorment, durant l'estiu, fou seleccionada per a representar la selecció espanyola en els Jocs del Mediterrani en les proves de ruta i contrarellotge i també als Campionats europeus.
Després de disputar el Tour dels Pirineus, el 13 d'agost va anunciar que la temporada següent no seguiria al Massi-Tactic i, el 18, va comunicar que el seu nou equip seria l'AG Insurance - Soudal Quick-Step. Durant la disputa de la segona etapa de la Vuelta a Espanya, la seva darrera competició amb el Massi-Tactic, es va lesionar i va haver d'abandonar.

### 2023: el salt a un equip professional
El pas a l'AG Insurance - Soudal Quick-Step va comportar que Benito es pogués dedicar en exclusiva al ciclisme i que competís a més proves de primer nivell; tot i que fos, en la majoria de casos, en un rol de gregària. Al juny va aconseguir la seva primera victòria, quan es va imposar al Campionat Nacional espanyol de contrarellotge. L'endemà va quedar tercera a la prova en línia. La seva bona temporada va ser recompensada amb la convocatòria per participar en els Campionats del Món amb la selecció espanyola, tant en la categoria de cursa en línia, com en la de contrarellotge; però una caiguda durant la primera etapa del Tour de França que la va forçar a retirar-se de la prova i un atropellament la setmana següent, la va privar de competir-hi.

### 2024: seleccionada per als Jocs Olímpics de París
El 2024, Benito va tornar a guanyar el Campionat d'Espanya de contrarellotge i va ser seleccionada per participar als Jocs Olímpics de París en les proves de contrarellotge —on quedà 22à— i de ruta.

### 2025
Revalida per tercer cop consecutiu  Campionat d'Espanya de contrarellotge.

## Palmarès
- 2019
  - 3a posició als Campionats d'Espanya de ciclisme en ruta
- 2020
  - Campiona de Catalunya en ruta
  - Premi a la competitivitat - 4a etapa Tour de l'Ardèche
- 2021
  - Campiona del II Trofeo Féminas Rosa Bravo
- 2022
  - Campiona de Catalunya de contrarellotge
  - Volta a Portugal
  - Guanyadora de la classificació de la regularitat
  - Guanyadora de la classificació de la muntanya
- 2023
  -  Campiona d'Espanya de contrarellotge
  - 3a posició als Campionats d'Espanya de ciclisme en ruta
- 2024
  -  Campiona d'Espanya de contrarellotge
  - 22a posició als Jocs Olímpics de París en contrarellotge
- 2025
  -  Campiona d'Espanya de contrarellotge

### Resultats a les Grans Voltes

#### Giro d'Itàlia
- 2025: 28a posició

#### Tour de França
- 2023: Abandona a la 1a etapa.

#### Volta a Espanya
- 2024: 41a posició. Vencedora del maillot de la Combativitat i de la combativitat en dues etapes.
- 2025: No surt a la 1a etapa.